# 타키투스 (황제)
타키투스(Tacitus, 마르쿠스 클라우디우스 타키투스, Marcus Claudius Tacitus Augustus, 200년 경 ~ 276년 6월)는 275년부터 276년까지 재임한 로마 황제이다. 그의 짧은 통치 기간 동안 그는 고트인과 헤룰리족에 대항하여 군사작전을 벌이면서 고티쿠스 막시무스(Gothicus Maximus)라는 칭호를 받았다.

## 생애
타키투스는 로마령 이탈리아의 인테람나(테르니)에서 태어났다.
275년 암살된 아우렐리아누스의 후계자가 정해지지 않은 와중에 아우렐리아누스 휘하의 군대의 요청에 따라 원로원이 선출하여 제위에 오르게 되었다.
그러나 75 세의 고령으로 인해 소아시아에서 고트족에 승리한 뒤 페르시아 전쟁으로 향하는 길에 276년 6월 소아시아의 도시 티아나(Tyana, 카파도키아)에서 열병이 걸렸다는 문헌이 있고, 시리아에서 암살되었다는 문헌도 있다. 276년 7월, 그의 후임으로 플로리아누스(Marcus Annius Florianus)가 즉위하였다.

## 참고 문헌
- 《히스토리아 아우구스타》, 〈타키투스의 생애〉(Vita Taciti), 영문본
- Jones, A.H.M., Martindale, J.R. The Prosopography of the Later Roman Empire, Vol. I: AD260-395, Cambridge University Press, 1971
- 아우렐리우스 빅토르, 《에피토메 데 카이사리부스》(Epitome de Caesaribus), 영문본
- Zosimus, "Historia Nova", Historia Nova